# 港口乡 (崇阳县)
港口乡，是中华人民共和国湖北省咸寧市崇阳县下辖的一个乡镇级行政单位。

## 行政区划
港口乡下辖以下地区：
横岭村、小东港村、港口村、油榨村、小沙坪村、游家村、畈上村、柏岭村、大东港村、塘口村、北山村、石岭村和洞泉村。